# Ali Shareef
Ali Shareef (ur. 1 lipca 1979) – lekkoatleta z Malediwów, sprinter, którego specjalizacją był bieg na 100 metrów. Jego rekord życiowy na tym dystansie wynosi 11,08 s. Został on ustanowiony podczas igrzysk olimpijskich w Pekinie. Shareef zajął wtedy siódme miejsce w swoim biegu eliminacyjnym i nie awansował do drugiej rundy konkursu.

## Rekordy życiowe
| Dystans       | Wynik (s) | Miejsce | Data          |
| ------------- | --------- | ------- | ------------- |
| Bieg na 60 m  | 7,33      | Moskwa  | 10 marca 2006 |
| Bieg na 100 m | 11,08     | Dhaka   | 8 lutego 2010 |